# Daniela Haralambie
Daniela Vasilică Haralambie est une sauteuse à ski roumaine, née le 14 août 1997 à Brașov.

## Biographie
Elle est attirée par les sports extrêmes durant son enfance et opte pour le saut à ski.
Membre du club du Dinamo Bucarest, elle fait ses débuts internationaux dans la Coupe continentale estivale en 2010. Elle dispute la manche inaugurale de la deuxième saison de Coupe du monde de saut à ski féminine à Lillehammer en novembre 2012. Elle marque ses premiers points en décembre 2013 à Hinterzarten avec une 26e place, devenant la première de son pays à le faire en Coupe du monde. Son meilleur résultat est une 18e place en décembre 2016 à Nijni Taguil, jusqu'à ce qu'elle termine onzième au Mont Zaō en janvier 2018. Juste après, elle prend part aux Jeux olympiques de Pyeongchang, où elle est 25e pour la première apparition d'un représentant roumain en saut à ski aux jeux.
Elle prend part aux Championnats du monde 2013, 2017 et 2019, où elle est treizième. Elle termine aussi quatrième aux Championnats du monde junior 2016.
Elle est surnommée Dana dans le milieu.

## Palmarès

### Jeux olympiques
| Épreuve / Édition | Pyeongchang 2018 |
| Petit tremplin    | 25e              |

### Championnats du monde
| Épreuve / Édition  | Val di Fiemme 2013 | Lahti 2017 | Seefeld 2019 |
| Individuel         | 43e                | 29e        | 13e          |
| Par équipes mixtes |                    | 13e        |              |

### Coupe du monde
- Meilleur classement général : 30e en 2018 et 2020.
- Meilleur résultat individuel : 11e.

#### Classements généraux annuels
| Année | Rang |
| 2014  | 50e  |
| 2016  | 31e  |
| 2017  | 37e  |
| 2018  | 30e  |
| 2019  | 31e  |
| 2020  | 30e  |
| 2021  | 41e  |